# Elizabeth Frances Cope
Elizabeth Frances Cope, geborene Thorndike (* 19. August 1902 in New York City, USA; † 14. Mai 1982 in Montrose, New York) war eine US-amerikanische Mathematikerin.

## Kindheit
Elizabeth Frances Thorndike, Rufname Frances, wurde geboren als ältestes Kind von Elizabeth (Moulton) (* 1878) und Edward L. Thorndike (* 1874; † 1949), beide ursprünglich aus Massachusetts. Sie kam aus einer angesehenen akademischen Familie. Ihre Mutter hatte vier Jahre an der Boston University studiert. Ihr Vater hatte in Harvard studiert und 1898 an der Columbia University promoviert. Er wurde einer der einflussreichsten Schulpsychologen seiner Zeit. Auch ihre drei Brüder schlugen akademische Laufbahnen ein und promovierten in Physik oder Psychologie.

## Schule und akademische Laufbahn
Frances Thorndike besuchte zunächst die Horace Mann School, später die öffentliche Schule in Montrose, New York und die Drum Hill High School in Peekskill, New York. Sie besuchte das Vassar College und machte 1922 ihren Hochschul-Abschluss. 1922–24 und 1925–27 arbeitete sie als technische Assistentin bei der American Telephone and Telegraph Company in New York City. In den Jahren 1924/25 machte sie den Master-Abschluss in Mathematik an der Columbia University. 1927–28 arbeitete Frances Thorndike als Lehrerin für Physik am Vassar College und 1928/29 studierte sie am Radcliffe College.

## Ehe und Familie
Am 29. Juni 1929 heiratete Frances Thorndike den zwei Jahre älteren Thomas Freeman Cope. Der gebürtige Texaner machte 1923 einen Bachelor- und 1925 einen Master-Abschluss an der Tulane University und promovierte 1927 in Mathematik an der Universität von Chicago. An der Harvard-Universität gehörte er 1928/29 zum National Research Kollegium. Im Jahr 1930 übersiedelten die Copes nach Ohio, wo T. Freeman Cope bis 1937 als Leiter des Fachbereichs Mathematik am Marietta College arbeitete. Die Copes hatten drei Kinder: Freeman Widener (* 1930; † 1982), Elizabeth Frances (* 1934) und Maria (* 1935). Freeman erwarb 1955 einen Doktortitel an der Johns Hopkins University, und Elizabeth promovierte 1963 an der Harvard-Universität im Fach Psychotherapie. 1937 zog die Familie nach New York, und T. Freeman Cope wurde Mitglied der Fakultät am Queens College, City University of New York. Bis 1970 arbeitete er dort zunächst als Dozent, später als Professor. Zeitweise war er Chairman an der Fakultät.

## Promotion und spätere Laufbahn
1932 promovierte Frances T. Cope am Radcliffe College bei George David Birkhoff. Die aus ihrer Dissertation abgeleiteten Publikationen wurden oft in der wissenschaftlichen Literatur der Mathematik und der Physik zitiert. 1935–36 arbeitete Frances Cope als Mathematiklehrerin am Vassar College. 1941 arbeitete Frances T. Cope als Dozentin am Queens College und 1941–43 am Adelphi College. Frances Cope war ein Mitglied des Vassar Club und sie unterstützte das Community Hospital in Peekskill, New York. Im Jahr 1982 starb Frances Cope im Alter von 79 Jahren plötzlich in ihrem Haus in Montrose, New York. Sie wurde überlebt von ihrem Ehemann, drei Kindern, sieben Enkeln und drei Brüdern. T. Freeman Cope starb zwei Jahre später in Rochester, Minnesota.

## Diplomarbeit and Dissertation
- 1925 [F. Thorndike]: Partial differential equations of the first order. MA thesis, Columbia University
- 1932: Formal solutions of irregular linear differential equations. PhD dissertation, Radcliffe College

## Veröffentlichungen
- 1926 [F. Thorndike]: Applications of Poisson’s probability summation. Bell Syst. Tech. J. 5, S. 604–624, OCLC 9183909. Diese Veröffentlichung enthält das nach Frances Thorndike benannte Thorndike-Nomogramm.
- 1934–36: Formal solutions of irregular linear differential equations (2 Teile). In: Amer. J. Math. Band 56, S. 411–437, und Band 58, S. 130–140. Published version of PhD diss. Reviews of Part I: JFM 60.0382.02 (O. Perron); Zbl 009.35401 (I. S. Sokolnikoff). Reviews of Part II: JFM 62.0523.02 (O. Perron); Zbl 013.20402 (I. S. Sokolnikoff). Part I presented by title to the AMS, Atlantic City, NJ, 27 Dec 1932; abstract: Bull. Amer. Math. Soc. 39:24 #8.